# مدرسة إنديانا الدولية
مدرسة إنديانا الدولية هي مدرسة دولية خاصة تقع في إنديانا، الولايات المتحدة.

## الروابط الخارجية
1. ↑  International School of Indiana نسخة محفوظة 09 نوفمبر 2017 على موقع واي باك مشين.

## مواقع خارجية
- International School of Indiana